# 샤를로트 보네
샤를로트 보네(프랑스어: Charlotte Bonnet, 1985년 12월 2일 ~ )는 프랑스의 수영 선수이다. 2012년 런던 올림픽에서 동메달을 수상했다.